# Les Agudes (Montferrer i Castellbò)
Les Agudes és una muntanya de 1.559 metres que es troba al municipi de Montferrer i Castellbò, a la comarca de l'Alt Urgell. Al cim podem trobar-hi un vèrtex geodèsic (referència 269080001).